# Interstate 220 (Louisiane)
Pour les articles homonymes, voir Interstate 220.
L'Interstate 220 (I-220) est une autoroute inter-États de Louisiane, dans la ville de Shreveport. Elle mesure 17.7 miles de l'I-20 à Shreveport jusqu'à un second croisement avec cette autoroute à Bossier City. L'autoroute permet de contourner le centre-ville de Shreveport. Avec la LA 3132, l'I-220 permet de relier deux segments de l'I-49.

## Description du tracé
La 220 part de l'I-20 à l'ouest du centre-ville de Shreveport, tout près de l'aéroport régional de Shreveport (SHV). Elle prend alors ensuite la direction nord-est jusqu'à son échangeur I-220/I-49, après avoir traversé le Cross Lake. Elle prend ensuite l'est pour contourner par le nord la ville "jumelle" de Shreveport, Bossier City. Elle atteint son terminus est en recroisant à nouveau l'I-20 en direction de Monroe et de Birmingham (Alabama).

## Futur
Il y a eu quelques propositions pour étendre l'autoroute à l'est de la Red River pour compléter la boucle de l'I-220. Cependant, la Barksdale Air Force Base est directement sur le trajet permettant de relier les deux extrémités de l'autoroute. Des photos aériennes montrent des piliers qui pourraient être utilisés pour un éventuel prolongement jusqu'à la base militaire. Cette dernière sera prochainement reliée à l'autoroute.
Cinq options sont étudiées dans le but de compléter l'I-49 au centre-ville de Shreveport. Quatre de ces cinq options nécessitent la construction d'un prolongement entre l'échangeur existant de l'I-20 / I-49 jusqu'à l'échangeur entre l'I-220 et l'I-49. Cette connexion directe, appelée Inner City Connector, est controversée car son tracé passe à travers un quartier résidentiel. Cela nécessiterait donc le déplacement de plusieurs de ses résidents. La cinquième option implique de diriger le trafic via l'I-220 et la LA 3132, ce qui permettrait à l'I-49 de complètement éviter le centre-ville. Toutefois, des améliorations majeures seront nécessaires aux deux routes existantes pour mener à bien cette option.

## Liste des sorties
| Interstate 220       |              |       |       |                                |                                                                    | |
| Paroisse             | Municipalité | mi    | km    | Sortie                         | Intersections / Destinations                                       | Notes |
| Caddo                | Shreveport   | 0,00  | 0,00  | 1B-C                           | I-20 / LA 3132 (en) est vers I-49 sud – Dallas, Monroe, Alexandria | Terminus ouest; indiqué sortie 1B vers Dallas et 1C vers Monroe; sortie 11 de l'I-20                                             |
| Caddo                | Shreveport   | 1,10  | 1,80  | 1A                             | Jefferson Paige Road                                               | |
| Caddo                | Shreveport   | 2,10  | 3,40  | 2                              | Lakeshore Drive                                                    | |
| Caddo                | Shreveport   | 3,10  | 5,00  | Pont au-dessus de Cross Lake   | Pont au-dessus de Cross Lake                                       | Pont au-dessus de Cross Lake |
| Caddo                | Shreveport   | 5,00  | 8,00  | 5                              | LA 173 (en) (Blanchard Road)                                       | |
| Caddo                | Shreveport   | 6,50  | 10,50 | 6                              | I-49 nord – Texarkana                                              | Terminus sud du segment de l'I-49; sortie 210A-B de l'I-49                                                                       |
| Caddo                | Shreveport   | 7,50  | 12,10 | 7A-B                           | US 71 / LA 1 (en) – Shreveport, Texarkana                          | Indiqué sortie 7A vers Shreveport et 7B vers Texarkana                                                                           |
| Limite Caddo–Bossier |              | 8,30  | 13,40 | Pont au-dessus de la Red River | Pont au-dessus de la Red River                                     | Pont au-dessus de la Red River                                                                                                   |
| Bossier              | Bossier City | 10,80 | 17,40 | 11                             | LA 3 (en) (Benton Road) – Benton, Bossier City                     | |
| Bossier              | Bossier City | 11,70 | 18,80 | 12                             | LA 3105 (en) (Airline Drive) – Bossier City                        | |
| Bossier              | Bossier City | 13,60 | 21,90 | 13                             | Swan Lake Road                                                     | |
| Bossier              | Bossier City | 14,70 | 23,70 | 15                             | Shed Road                                                          | |
| Bossier              | Bossier City | 16,70 | 26,90 | 17A                            | US 79 / US 80 (East Texas Street) – Racetrack                      | |
| Bossier              | Bossier City | 17,40 | 28,00 | 17B-C                          | I-20 – Shreveport, Monroe                                          | Terminus est; sortie direction est, entrée direction ouest; sortie 17B vers I-20 ouest et 17C vers I-20 est; sortie 26 de l'I-20 |
|                      |              |       |       |                                |                                                                    | |